# Sporolactobacillaceae
 Sporolactobacillaceae è una famiglia di batteri appartenente all'ordine dei Bacillales. Essa comprende i seguenti generi: 
- Marinococcus
- Sinococcus
- Sporolactobacillus